# Bielkesche Münzwirren
Als Bielkesche Münzwirren werden die kriminellen Machenschaften des Generalgouverneurs von Schwedisch-Pommern, Graf Nils Bielke, im Zusammenhang mit der Prägung minderwertiger hohensteinscher Münzen in Stettin während der „Kleinen Kipperzeit“ bezeichnet. 
Obwohl nach der Reichsmünzordnung nicht dazu berechtigt, betrieb Gustav Graf zu Sayn-Wittgenstein-Hohenstein († 1701) seit 1671 in Ellrich eine eigene Münzprägeanstalt, eine sogenannte „Heckenmünze“. Später wird man die Ellricher Münze als „die furchtbarste und verderblichste Heckenmünze, die in ihrem verruchten Treiben mit dem Gebrauch falscher Jahreszahlen und der Nachahmung fremder Münzen in Deutschland von keiner anderen überboten wurde“ charakterisieren. Wegen dieser Machenschaften musste die Anstalt in Ellrich 1687 geschlossen werden.

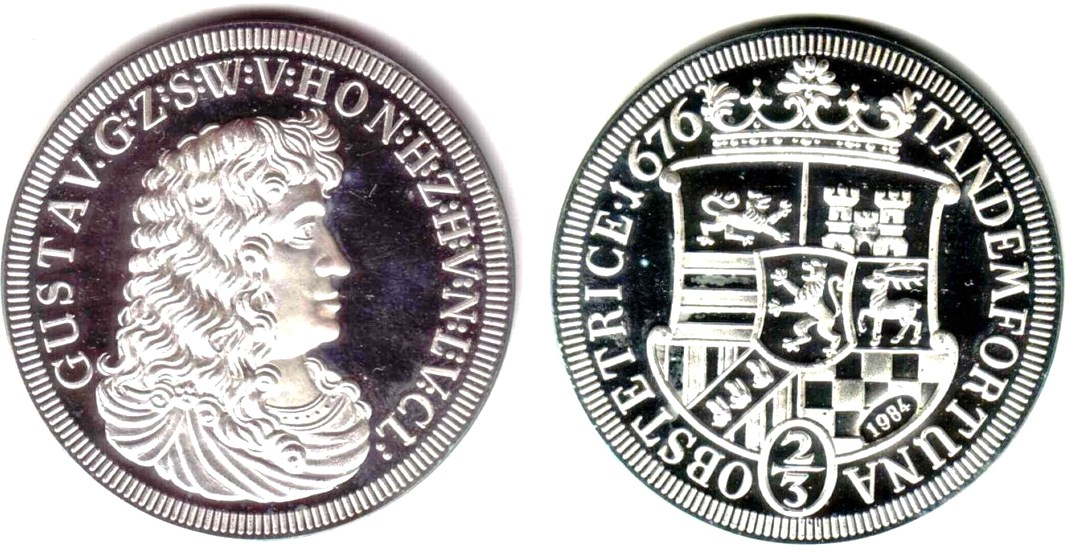
Replik eines hohensteinschen 2/3-Talers von 1676

Wittgenstein wandte sich daraufhin an den schwedischen König Karl XI. und dieser erteilte am 8. August 1688 dem Generalgouverneur von Pommern, dem Grafen Nils Bielke, die Vollmacht, in Stettin unter strengster Geheimhaltung hohensteinsche Münzen zu prägen. Daraufhin wurde der bisherige Stettiner Münzmeister David Heinrich Matthäus nach Stralsund versetzt, die übrigen Münzbeamten entlassen und der Ellricher Münzmeister Johann Leonhard Arensburg kam als Münzmeister nach Stettin.
Die in Stettin nun unter Arensburg geprägten minderwertigen Münzen wurden heimlich nach Hamburg geschafft und dort in Umlauf gebracht. Den Gewinn teilten sich der schwedische König, sein Gouverneur Bielke und Münzmeister Arensburg. Es wurden überwiegend 2/3-Taler-Stücke mit schlechtem Münzfuß und gefälschten Jahreszahlen (z. B. 1676, 1683 oder 1688) geprägt. Obwohl in Brandenburg und Mecklenburg sich bald der Verdacht erhärtete, dass in Stettin falsch geprägt wurde, ließ der König Bielke gewähren.
Erst nachdem Karl XI. 1697 gestorben war, ließ Karl XII. 1698 Bielke und Arensburg verhaften und es folgte ein langer Prozess, der erst am 15. April 1705 mit dem Todesurteil für Bielke endete. Auf Fürsprache der Königinwitwe Hedwig Eleonora wurde Bielke im Juni 1705 begnadigt, blieb aber für den Rest seines Lebens vom Hof verbannt.